# صالح بن إبراهيم الرشيد
المهندس صالح بن إبراهيم الرشيد قيادي سعودي يشغل منصب الرئيس التنفيذي للهيئة الملكية لمدينة مكة المكرمة والمشاعر المقدسة، منذ يوليو 2022، وحتى الآن. ويُعد من أبرز القيادات الوطنية في مجالات تطوير المدن، وريادة الأعمال، والاستثمار الجريء، والتحول المؤسسي، وقد شغل مناصب تنفيذية بارزة في عدد من الكيانات الحكومية والاقتصادية الكبرى في المملكة، من أبرزها الهيئة العامة للمنشآت الصغيرة والمتوسطة "منشآت"، وشركة مطارات الرياض، والهيئة السعودية للمدن الصناعية ومناطق التقنية.

## النشأة والتعليم
وُلد صالح بن إبراهيم الرشيد في مدينة الرياض عام 1978م. بدأ مسيرته العلمية بالحصول على درجة البكالوريوس في تقنية المعلومات من جامعة الملك سعود. نال درجة الماجستير في إدارة الأعمال من كلية IMD للأعمال في سويسرا، والتحق ببرامج متقدمة في مجالات القيادة والابتكار لدى جامعات مرموقة، مثل جامعة هارفارد، ومعهد ماساتشوستس للتقنية (MIT).

## المناصب والمسؤوليات
تولّى المهندس صالح بن إبراهيم الرشيد عددًا من المناصب القيادية والتنفيذية في القطاعين الحكومي والخاص، أسهم من خلالها في إحداث تحولات نوعية على مستوى التخطيط، والتنمية، والتشغيل. تنوعت مسؤولياته بين تطوير المدن الصناعية، وتعزيز ريادة الأعمال، وإدارة البنى التحتية، وصولًا إلى قيادة واحدة من أبرز الجهات التنموية في المملكة، الهيئة الملكية لمدينة مكة المكرمة والمشاعر المقدسة.
وفيما يلي أبرز المناصب التي شغلها
- الرئيس التنفيذي للهيئة الملكية لمدينة مكة المكرمة والمشاعر المقدسة (يوليو 2022 ـ حتى الآن)
- محافظ الهيئة العامة للمنشآت الصغيرة والمتوسطة "منشآت" (يناير 2018 – 2022)[9]
- الرئيس التنفيذي لشركة مطارات الرياض (مارس 2017 – يناير 2018)[4]
- المدير العام للهيئة السعودية للمدن الصناعية ومناطق التقنية (مدن) (يناير 2012 – مارس 2017)
- مناصب قيادية في مجالات عدة على رأسها المجال التقني منذ عام (2001)

## الهيئة السعودية للمدن الصناعية ومناطق التقنية
خلال قيادته للهيئة السعودية للمدن الصناعية ومناطق التقنية (مدن) بين عامي 2011 و2017، شهدت المدن الصناعية السعودية توسعًا كبيرًا، حيث تضاعفت مساحة الأراضي الصناعية المطورة لتتجاوز 190 مليون متر مربع. قاد صالح الرشيد جهودًا استراتيجية لتطوير كود البناء الصناعي، وتخطيط المدن الصناعية واللوجستية الحديثة، وربطها بشبكات النقل المختلفة، بما يعزز التكامل في البنية التحتية الصناعية على المستوى الوطني. كما ركز على تحسين البيئة الاستثمارية، وتشجيع مشاركة القطاع الخاص، واستقطاب الاستثمارات الصناعية العالمية، مما أسهم في رفع مستوى التنافسية الصناعية للمملكة. وخلال فترة توليه، حصلت الهيئة على جائزة أفضل بيئة عمل حكومية لعدة سنوات متتالية، في تقدير واضح للنهج المؤسسي المتقدّم الذي تبنّاه في إدارة الهيئة.

## فترة عمله في شركة مطارات الرياض
شغل الرشيد منصب الرئيس التنفيذي لشركة مطارات الرياض، ونائب رئيس مجلس إدارة الشركة ذاتها، وقاد خلالها عملية تخصيص مطار الملك خالد الدولي، حيث تم تحقيق زيادة في صافي الأرباح بنسبة 44% عن المتوقع. تركزت جهوده على تحسين الكفاءة التشغيلية، وتمكنت الشركة من تقليص أوقات وصول الركاب بنسبة 22%، وأوقات الشحن بنسبة 29%، ما انعكس إيجابًا على جودة الخدمات المقدمة للمسافرين وشركات النقل. كما اُستكمل تشغيل الصالة الداخلية الجديدة، وتم تطبيق نظام متكامل للحوكمة التشغيلية، وهو ما ساهم في حصول مطار الملك خالد الدولي على المركز الأول على مستوى المملكة في مؤشر رضا المسافرين لعام 2017.

## الهيئة العامة للمنشآت الصغيرة والمتوسطة
تولى الرشيد منصب محافظ الهيئة العامة للمنشآت الصغيرة والمتوسطة "منشآت" خلال الفترة من 2018 حتى 2022. أسهمت جهوده في رفع تصنيف المملكة في مؤشر ريادة الأعمال العالمي (NECI) من المرتبة 41 إلى المرتبة 7 عالميًا. كما تم تأسيس الشركة السعودية للاستثمار الجريء (SVC)، بحجم استثمارات بلغ 2.8 مليار ريال، وإطلاق بنك المنشآت الصغيرة والمتوسطة، وبوابة التمويل الإلكترونية التي ساهمت في تمويل أكثر من 3,000 منشأة بقيمة تجاوزت 12 مليار ريال.
تضمنت المبادرات التي أُطلقت تحت قيادته تأسيس مراكز داعمة لريادة الأعمال، مثل "مركز ذكاء"، و"مركز الامتياز التجاري"، والانضمام إلى شبكة ريادة الأعمال العالمية  GEN، إلى جانب الإسهام في تطوير الأطر النظامية ذات الصلة بريادة الأعمال، شملت أكثر من 40 نظامًا ولائحة تنفيذية، منها نظام التجارة الإلكترونية ونظام الامتياز التجاري. كما أُدرجت مناهج متخصصة لريادة الأعمال في 19 جامعة سعودية، وتم تطوير مناهج تعليمية لطلاب التعليم العام لتعزيز الفكر الريادي لدى الجيل القادم.

## الهيئة الملكية لمدينة مكة المكرمة والمشاعر المقدسة
يشغل المهندس صالح بن إبراهيم الرشيد منصب الرئيس التنفيذي للهيئة الملكية لمدينة مكة المكرمة والمشاعر المقدسة منذ يوليو 2022م، حيث أشرف على إطلاق حزمة من المشاريع والمبادرات التحولية التي تهدف إلى تطوير البنية التحتية والخدمات في المدينة، ورفع مستوى جودة الحياة، بما يواكب مستهدفات رؤية المملكة 2030.

### منظومة النقل والتنقل
تم إطلاق المركز العام للنقل كجهة موحدة للتخطيط والإشراف على النقل في مكة المكرمة، وتشغيل شبكة "حافلات مكة" التي نقلت أكثر من 173 مليون راكب، وأُجريت من خلالها 2.5 مليون رحلة حتى نهاية عام 2024، عبر 12 مسارًا و400 حافلة. كما دُشن مشروع "أجرة مكة" باستخدام سيارات هجينة وكهربائية، وأُطلقت شبكة الحافلات السريعة (BRT) بـ 13 مسارًا رئيسيًا وثانويًا وإقليميًا، إلى جانب استكمال أكثر من 100 كيلومتر من الطرق الدائرية، ما عزز ربط المدينة بالمشاعر المقدسة.

### التخطيط الحضري والتنمية العمرانية
أُنجز تحديث المخطط الشامل لمكة المكرمة، واعتماد مشروع "عمارة مكة" كهوية معمارية موحدة لأكثر من 50 مشروعًا. كما أُعيد تأهيل منطقة جبل النور عبر إطلاق مشروع "حي حراء الثقافي"، ضمن خطة تنموية شاملة للمواقع التاريخية.

### تطوير المشاعر المقدسة
نُفذت مشاريع تطويرية في مشاعر منى وعرفات ومزدلفة بقيمة تجاوزت 7 مليارات ريال، شملت إنشاء 10 أبراج جديدة بمشعر منى، وتنفيذ مشروع الخيام المطورة، ورفع الطاقة الاستيعابية في عرفة ومزدلفة. كما تم تنفيذ مشروع "مسار المشاعر"، وتوسعة شبكات المياه والبنية التحتية، وإنشاء محطات كهرباء جديدة وتوسعتها، إلى جانب تحسين المرافق البيئية والخدمية في تلك المواقع.

### المنطقة المركزية
شهدت المنطقة المركزية بمكة المكرمة تحسنًا ملحوظًا في مستوى الخدمات، حيث تحسنت التجربة ومستوى رضا المستفيدين. كما اكتملت التصاميم الأولية لمجموعة من المواقع ذات الأولوية المحيطة بالمسجد الحرام، وأسفرت الجهود عن توسعة ممرات المشاة، وزيادة الغطاء النباتي والمساحات المظللة، بما يعزز تجربة الزوار والمصلين.

### المواقع التاريخية والإثرائية والمواقيت
أطلقت الهيئة مجموعة من المشاريع النوعية، من بينها تدشين حي حراء الثقافي، تطوير تجربة جبل الرحمة، تشغيل مركز علوم الكون في برج الساعة، وافتتاح المتحف الدولي للسيرة النبوية والحضارة الإسلامية. كما تم تأهيل موقع خاصرة عين زبيدة، ومتحف القرآن الكريم، وتوثيق نقوش العسيلة، إضافة إلى تطوير المواقيت ومساجد الحل وفق معايير عالية.

### تعزيز الاستثمار
عملت الهيئة على تحسين البيئة الاستثمارية، لا سيما في المناطق العشوائية، من خلال إنشاء صندوقين عقاريين تجاوزت قيمتهما 16 مليار ريال لتطوير منطقتي قوز النكاسة والكدوة. كما أُطلقت استراتيجية لمعالجة الأحياء العشوائية، وتفعيل النموذج المالي والاستثماري، وإصدار الصكوك كأداة تمويل، إلى جانب منصة التقييم العقاري لتعزيز الشفافية.

### التحول المؤسسي والرقمي
شهدت الهيئة تقدمًا ملحوظًا في تطوير بنيتها الرقمية، من خلال إطلاق منظومات إلكترونية موحدة تشمل نظام المعلومات الجغرافية، ومركز المعلومات، بالإضافة إلى برنامج "نخبة مكة" لتأهيل الكفاءات الوطنية وبناء القدرات المؤسسية.

## العضويات والمجالس
يشغل المهندس صالح بن إبراهيم الرشيد عددًا من العضويات في مجالس إدارة وجهات وطنية متنوعة، تغطي قطاعات النقل، والخدمات، والتنمية الاقتصادية، وريادة الأعمال، والعمل الخيري، والمعرفي. ومن أبرز عضوياته ومهامه الحالية والسابقة

### رئاسة المجالس واللجان الوطنية
- رئيس اللجنة التنفيذية للمركز العام للنقل في مكة المكرمة.
- رئيس مشروع المملكة العربية السعودية للإفادة من لحوم الهدي والأضاحي "أضاحي".
- رئيس المجلس التأسيسي للقطاع الغربي الصحي.[33]
- رئيس مجلس إدارة شركة "ثقة" لخدمات الأعمال (سابقًا).
- رئيس مجلس إدارة الشركة السعودية للاستثمار الجريء (سابقًا).[34]

### عضويات المجالس واللجان الوطنية
- عضو لجنة برنامج خدمة ضيوف الرحمن.[35]
- نائب رئيس مجلس إدارة شركة كدانة للتنمية والتطوير.[36]
- عضو مجلس إدارة شركة رؤى الحرم المكي.
- عضو مجلس إدارة مركز أرامكو السعودية لريادة الأعمال (واعد فينشرز)
- عضو مجلس إدارة مؤسسة الملك عبدالعزيز ورجاله للموهبة والإبداع "موهبة".
- عضو مجلس إدارة هيئة تنمية البحث والتطوير والابتكار (سابقًا).
- عضو مجلس إدارة صندوق تنمية الموارد البشرية (هدف) (سابقًا).
- عضو مجلس إدارة الهيئة العامة للمنشآت الصغيرة والمتوسطة "منشآت" (سابقا).
- عضو مجلس إدارة الصندوق السعودي للتنمية (سابقًا).
- عضو مجلس إدارة المركز الوطني للتنافسية (سابقًا).
- عضو مجلس إدارة المركز السعودي للأعمال الاقتصادية (سابقًا).
- عضو مجلس إدارة بنك المنشآت الصغيرة والمتوسطة (سابقًا).
- عضو مجلس صندوق التنمية السياحي (سابقًا).
- عضو مجلس إدارة هيئة الهلال الأحمر السعودي (سابقًا).
- عضو مجلس مديري شركة عمل المستقبل (سابقًا).